# Olympische Sommerspiele 2000/Teilnehmer (Liechtenstein)
| Gelbes Symbol für Goldmedaillen mit stilisierten Olympischen Ringen | Graues Symbol für Silbermedaillen mit stilisierten Olympischen Ringen | Braundes Symbol für Bronzemedaillen mit stilisierten Olympischen Ringen |
| ------------------------------------------------------------------- | --------------------------------------------------------------------- | ----------------------------------------------------------------------- |
| —                                                                   | —                                                                     | —                                                                       |

Liechtenstein nahm an den Olympischen Sommerspielen in Sydney mit einer Delegation von zwei Athleten teil.
Es war die dreizehnte Teilnahme Liechtensteins bei Olympischen Sommerspielen.

## Flaggenträger
Der Schütze Oliver Geissmann trug die Flagge Liechtensteins während der Eröffnungsfeier im Stadium Australia.

## Teilnehmer nach Sportarten

### Judo
- Ulrike Kaiser

### Schiessen
| Name             | Disziplin       | Platzierung         |
| ---------------- | --------------- | ------------------- |
| Oliver Geissmann | 10 m Luftgewehr | 582 Ringe / Rang 41 |